# Уэбстер, Бренда
Бренда Уэбстер (англ. Brenda Webster; 21 июля 1961 года в Реджайне, провинция Саскачеван) — канадская конькобежка, специализирующаяся в конькобежный спорте и шорт-треке. Стала первой канадской спортсменкой, которая выиграла в абсолютном зачёте чемпионат мира по шорт-треку. 4-кратная чемпионка мира в неофициальном зачёте, (официальные чемпионаты мира начнутся с 1981 года) 4-х кратная серебряный призёр и 2-х кратная бронзовый призёр мировых первенств. Является младшей сестрой Крейга Уэбстера, участника Олимпийских игр 1980 года в конькобежном спорте. Выступала за конькобежный клуб "Regina".

## Биография
Бренда Уэбстер начинала карьеру в конькобежном спорте на длинных и коротких дистанциях в своём родном городе Реджайне, как и Кэти Тернбулл, её партнёрша по команде, вместе с которой они стали впоследствии чемпионками мира по шорт-треку. В 1977 году Бренда участвовала в четырёх чемпионатах мира среди юниоров в конькобежном спорте на всех дистанциях. Она была рекордсменкой в Олимпийских видах среди юниоров и молодёжи в Саскачеване и Канаде.
Уже в возрасте 14 лет Бренда проходила квалификацию на Олимпиаду 1976 года для участия в конькобежном спорте, но в декабре 1975 года заняла 5-е место в забеге на 1000 м и не попала в сборную. На международном уровне в 1977 году она выиграла чемпионат Северной Америки среди юниоров в конькобежном спорте и на чемпионате мира в Гренобле по шорт-треку как в абсолютном зачёте, так и на отдельных дистанциях.
В следующем году на чемпионате мира по шорт-треку в Солихалле была второй на дистанциях 500, 1000 метров и в эстафете. В марте на дебютном чемпионате мира в классическом многоборье заняла 23-е место. В 1979 году Бренда выиграла серебро на 1000 метров и золото в эстафете на чемпионате мира по шорт-треку в Квебеке, следом участвовала на чемпионате мира в классическом многоборье, где стала 21-й и на спринтерском чемпионате мира по конькобежному спорту заняла 16-е место. 
На Зимних Олимпийских играх 1980 года она участвовала в конькобежном спорте и заняла 11-е место в забегах на 1500 м и 3000 м, а также 19-е на 1000 м. В том же году заняла 26-е место на чемпионате мира в классическом многоборье. Через год она выиграла чемпионат Канады по конькобежному спорту в многоборье. В 1983 году на мировом первенстве её лучшим местом было 10-е в спринте, а на чемпионате мира в классическом многоборье поднялась на 16-е место.  Бренда была включена в олимпийскую сборную 1984 года, но не смогла участвовать в соревнованиях из-за травмы подколенного сухожилия.

## Награды
- 1991 год — внесена в Спортивный зал Славы в Саскачеване.[4]

## Личная жизнь и семья
Бренда Уэбстер родилась в семье отца Джима и матери Джин Робинсон. У неё было три брата: Лайал (умер), Крейг и Стюарт. Она вышла замуж за Тима Комфорт и вскоре у них родился сын Джошуа, который с пяти лет также занимался шорт-треком.